# Glees
Glees là một đô thị thuộc huyện Ahrweiler, bang Rheinland-Pfalz, phía tây nước Đức. Đô thị Glees có diện tích 11,45 km², dân số thời điểm ngày 31 tháng 12 năm 2006 là 593 người.